# Производство на лекарствени вещества и продукти
Производството на лекарствени вещества и продукти е един от 34-те подотрасъла на преработващата промишленост в Статистическата класификация на икономическите дейности за Европейската общност.
Секторът обхваща производството на лекарства, пробиотици, антисеруми, ваксини, хормонални препарати, диагностични субстанции и други фармацевтични продукти.
В България към 2019 година отрасълът има оборот от 1,2 милиарда лева и в него работят около 8900 души (78% от тях в областите София, Пазарджик и Кюстендил), като най-големите предприятия са „Софарма“ в София, „Биовет“ в Пещера и „Балканфарма - Дупница“ в Дупница.